# Dolmen La Pierre Tournante (Nogent)

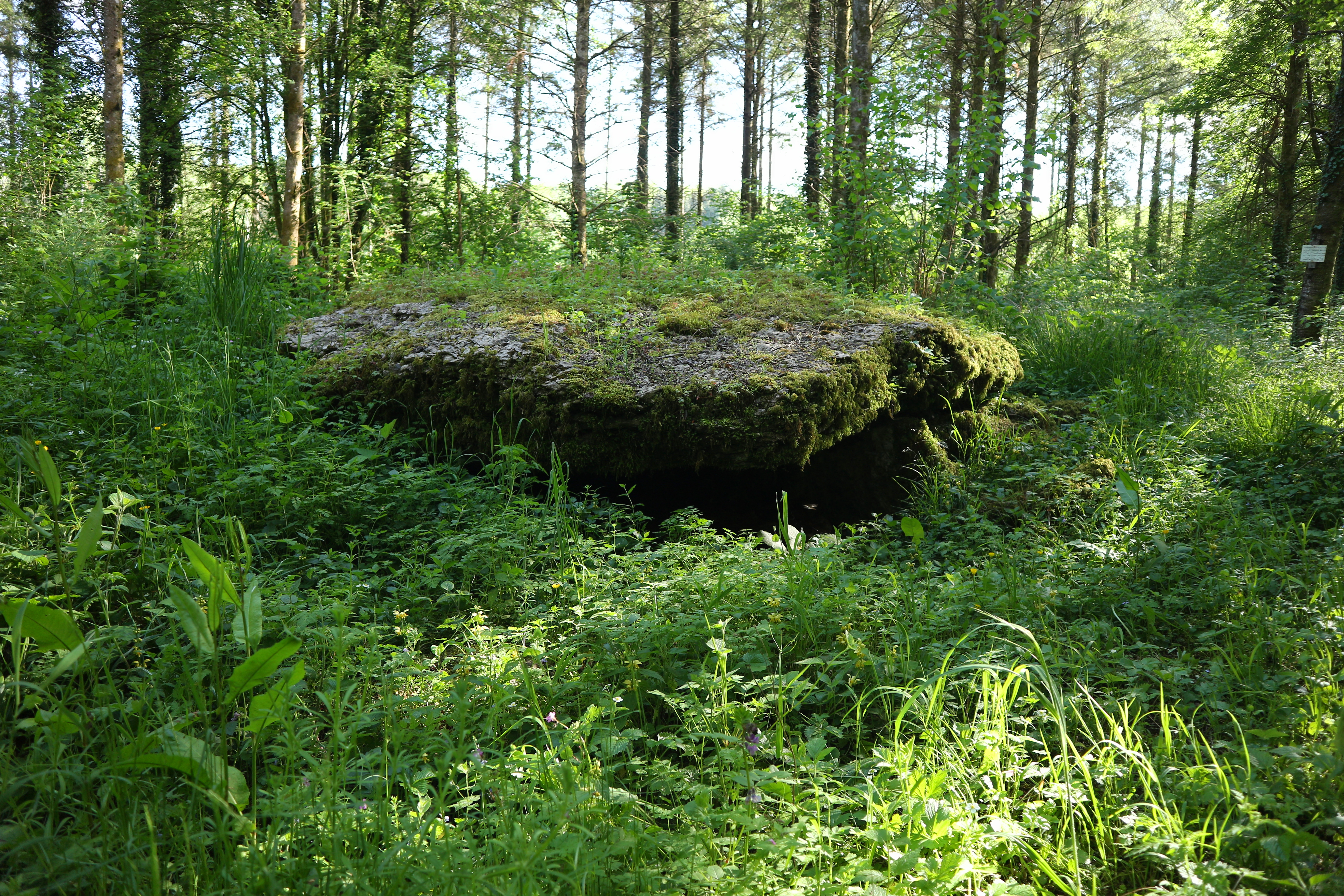
Pierre Tournante

Der Dolmen La Pierre Tournante (auch Dolmen von Marsois oder Pierre Branlante – deutsch „der drehende Stein“ genannt) liegt im Wald etwa zwei Kilometer westlich von Nogent im Département Haute-Marne in Frankreich. Dolmen ist in Frankreich der Oberbegriff für neolithische Megalithanlagen aller Art (siehe: Französische Nomenklatur). Der Dolmen wurde 1875 oder 1876 von Pater Bonaventura aus Vitry-lès-Nogent unter der Leitung von Arthur Daguin (1849–1945) ausgegraben.
Vom Dolmen sind drei in U-Form gesetzte Tragsteine erhalten, die eine Nord-Süd orientierte Kammer von etwa 3,0 × 1,2 m und 0,9 m Höhe bilden. Der nach Nordosten verlagerte etwa 4,3 × 3,8 m messende Deckstein ist 0,4 m dick und liegt nur noch halb über der Kammer.
Entsprechend einer verbreiteten Legende dreht er sich einmal im Jahrhundert, am Heiligabend zu Mitternacht, und die Erde öffnet sich und offenbart einen großartigen Schatz.
Es gibt solche Legenden über Menhire dieses Namens in den Départements Eure und Calvados (Menhir Pierre Tournante (Livarot)) und den Dolmen La Pierre Tournante bei Tavers im Département Loiret.
In der Nähe liegt der ähnlich aufgebaute Dolmen de la Pierre-Alot.